# Lars Paulus Holmberg
Lars Paulus Holmberg, född 4 juli 1808 i Västra Odarslövs socken, död 3 november 1884 i Lund, var en svensk präst och politiker. Han var far till Teodor Holmberg, Emma Bendz och Ernst Holmberg.
Lars Paulus Holmberg var son till inspektören Nils Holmberg. Han blev student vid Lunds universitet 1823, övergick efter humanistiska studier 1832 till teologin och prästvigdes 1837. Under de närmast följande åren var han pastorsadjunkt hos prosten Anders Petter Gullander i Malmö och lärare i samma stad. Samma år som han gifte sig med Gullanders dotter Vilhelmina Fredrika 1844 tillträdde han kyrkoherdebefattningen i Gärdslövs socken. År 1847 utnämndes han till prost i Vemmenhögs kontrakt och 1859 till kyrkoherde i Äspö socken. Som representant för prästeståndet i Lunds stift under riksdagarna 1851, 1853–1854 och 1856–1858 var Holmberg moderat liberal. Han var där ledamot av statsutskottet 1853–1854 och 1856–1858. Särskilt uppmärksammades Holmberg inlägg i järnvägsfrågan 1853–1854, där han yrkade på statens medverkan vid anläggandet av järnvägar och på byggandet av Södra stambanan. Finansieringen borde enligt Holmbergs mening ske genom utgivandet av statsobligationer. Han var 1861 ledamot av prästavlöningskommittén och utgav 1866 avhandlingen Om reglering av prästerskapets avlöning.... Vid Uppsala universitets 400-årsjubileum 1877 kallades Holmberg till teologie hedersdoktor.